# Salvador de Samà
Salvador de Samà i Torrents, marquês de Marianao e de Villanueva i la Geltrú (Barcelona, 1861 — Barcelona, 1933), foi um nobre e político catalão.
Membro do Partido Liberal, foi deputado nas Cortes Gerais por Gandesa (1891–1896) e nomeado Grande de Espanha em 1893, tendo também sido nomeado senador vitalício. Foi alcaide de Barcelona em duas ocasiões (1905-1906 e 1910-1911) e vereador da Câmara Municipal de Barcelona (1930  1931), tendo ainda sido membro dos comités organizadores das exposições de 1888 e 1929 em Barcelona. Foi o promotor do Parque de Samà em Cambrils, um jardim de estilo romântico da autoria de Josep Fontserè (1882).